# 4-Aminoquinoléine
La 4-aminoquinoléine est un composé organique qui consiste en une molécule de quinoléine substituée en position 4 par un groupe amine. Cette aminoquinoléine est la base de certains médicaments antipaludéens.

## Dérivés
L'amodiaquine, la chloroquine et l'hydroxychloroquine sont des dérivés de la 4-aminoquinoléine.

Amodiaquine.
Chloroquine.
Hydroxychloroquine.